# بيير فرنيه
بيير فرنيه (بالفرنسية: Pierre Vernier)‏
```
هو 
ممثل
 
فرنسي
، ولد في 
25 مايو
 
1931
 في 
فرنسا
.
[
5
]
[
6
]
[
7
]
```

## وصلات خارجية
- بيير فرنيه على موقع IMDb (الإنجليزية)
- بيير فرنيه على موقع ألو سيني (الفرنسية)
- بيير فرنيه على موقع أول موفي (الإنجليزية)
- بيير فرنيه على موقع قاعدة بيانات الأفلام السويدية (السويدية)
- بيير فرنيه على موقع ديسكوغز (الإنجليزية)
- بيير فرنيه على موقع قاعدة بيانات الفيلم (الإنجليزية)
- بيير فرنيه على موقع كينوبويسك (الروسية)